# Carabinieră

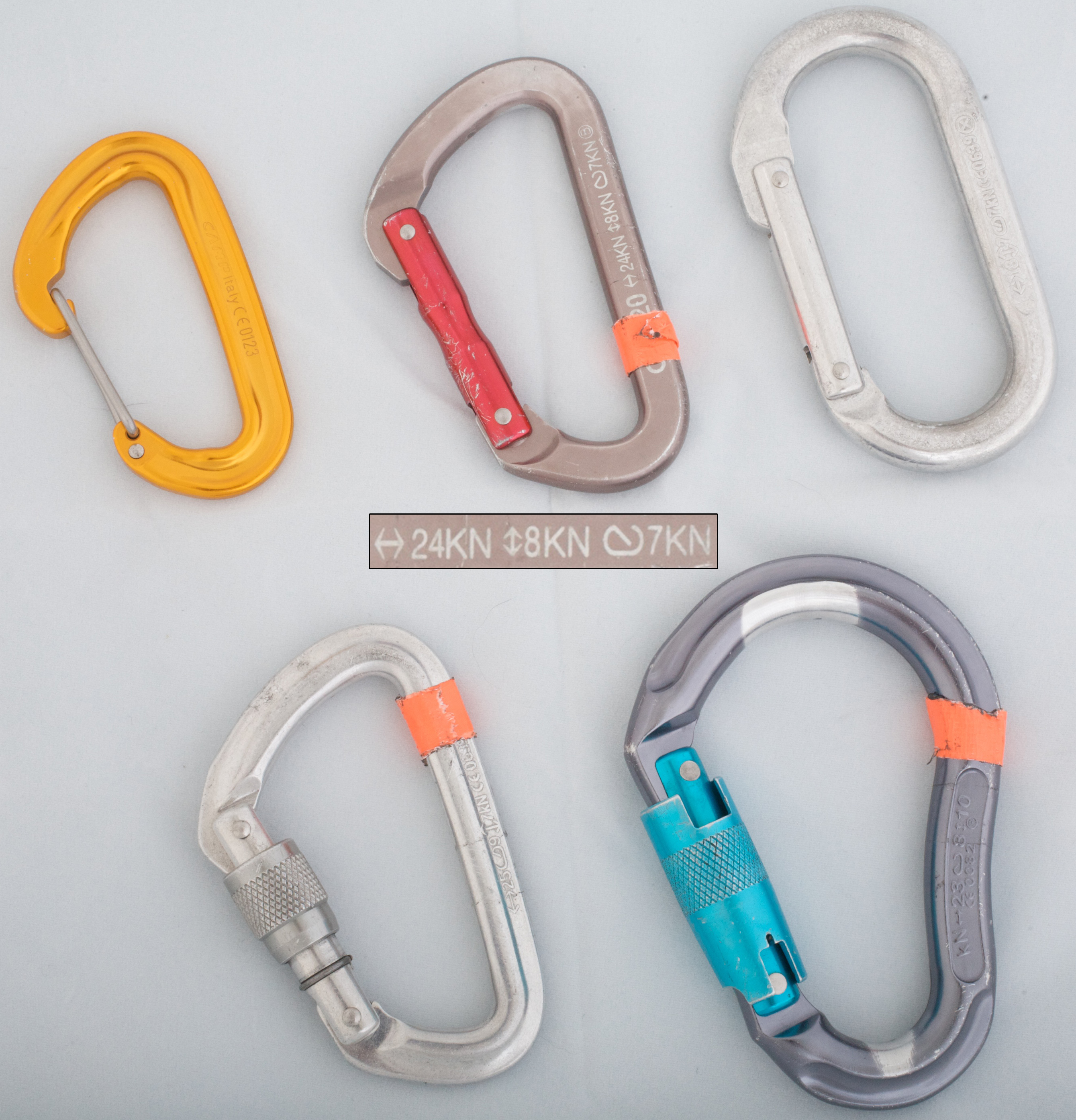
Tipuri de carabiniere

Carabiniera este o verigă metalică de dimensiuni reduse, având o clapetă cu arc, cu deschidere spre interior, folosită ca element de legătură la asigurarea alpiniștilor în coardă în timpul escaladei.
Termenul provine din germanul Karabinerhaken ("cârlig pentru carabină").

## Caracteristici
Carabinierele sunt folosite pentru a conecta rapid și în condiții de siguranță diverse componente utilizate în speologie, alpinism, canyoning, alpinism utilitar, via ferrata etc. și se pot încadra în două mari categorii:
- carabiniere fără siguranță;
- carabiniere cu siguranță (cu șurub): clapeta este prevăzută și cu un element de siguranță care previne deschiderea accidentală.

Clapeta carabinierei poate fi:
- dreaptă: cel mai des utilizată;
- curbă: carabiniera se poate atașa mai ușor decât cea cu clapetă dreaptă;
- filiformă: clapeta este mai subțire (dar dintr-un material rezistent), greutatea carabinei fiind mai redusă.

Din punct de vedere al formei, carabinierele se pot clasifica în:
- ovale: au dezavantajul că forța este egal distribuită atât pe axa cu clapetă cât și pe cea fără.
- tip D: forța este distribuită mai mult pe axa fără clapetă;
- tip offset-D: lungimea în partea de deschidere a clapetei care este mai mare ca lungimea în celălalt capăt, permițând o deschidere mai mare a clapetei;
- tip HMS: sunt ca cele offset-D, dar de dimensiuni mari ce permit prinderea multor obiecte.